# Haig-Thomas Island
Haig-Thomas Island är en ö i Kanada.   Den ligger i territoriet Nunavut, i den norra delen av landet, 3 700 km norr om huvudstaden Ottawa. Arean är 63 kvadratkilometer.
Terrängen på Haig-Thomas Island är platt. Öns högsta punkt är 96 meter över havet. Den sträcker sig 13,6 kilometer i nord-sydlig riktning, och 9,2 kilometer i öst-västlig riktning.
Trakten runt Haig-Thomas Island är permanent täckt av is och snö.